# 조남신
조남신(Cho Nam-Shin, 趙南信, 1955년 9월 13일~)은 대한민국의 개신교 신학자이며 대학교수이다. 루돌프 보렌(Rudolf Bohren)의 설교론으로 박사학위를 받았다. 예명대학원대학교에서 정년 퇴임하고 현재 초빙 석좌교수로 있으면서 실천신학과 이름신학을 가르치고 있다. 특히 예수이름신학 주임교수로서 구약의 쉠(Shem) 신학과 신약의 오노마(Onoma) 신학에 관한 연구에 집중하고 있다. 그의 지도교수는 프리데만 메르켈(Friedemann Merkel)이다.

## 학력
- 한신대학교 신학과 학사(1984)
- 한신대학교 대학원 신학과 석사(1986)
- 독일 하이델베르크대학교 박사과정(1992.4-1994.3)
- 독일 뮌스터 대학교 박사(1996, 2월). 지도교수 Friedemann Merkel

## 경력
- 1984.3-1985. 로고스 출판사 번역사원
- 1986.12-1988.12 영신교회(서울)에서 부교역자
- 1990.3-1996.2 독일 뮌스터 한인교회 공동목회자
- 1997.5-2000.5 대구 중부교회 담임목사
- 2000.6-2003.6 대구 수석교회 담임목사
- 1996.3월 이후 강남대학교, 강서대학교, 계명대학교, 기장 목회학 박사원, 영남신학대학교, 이화여자대학교, 한신대학교 등에 외래교수로 출강.
- 2003.9.1.-2021.8. 예명대학원대학교 교수
- 2007.1.-2014.10. 한국기독교장로회 목회와 신학연구소 연구위원
- 2021.9- 현재. 예명대학원대학교 초빙 석좌교수
- 2025.1-현재. 경건과 신학연구소 연구기획위원

## 저서, 역서 및 공저
- Das Spiel des Geistes mit dem Wort: Rudolf Bohren (Münster: Lit, 1996).
- 『산상설교의 주제들(1). 성서해석과 성서묵상』. 예일신대출판부, 2004, 2007(개정판).
- 『설교의 역사와 신학』 예일신대출판부, 2006. 8. 1.
- 『(독일 키텔 사전을 부분 번역한) 오노마, ὄνομα, 이름』 한스 비텐하르트 (서울: 레마, 2021).
- 『예명신학 1』, 공저 (서울: 레마, 2023).

## 논문
- “Das Spiel des Geistes mit dem Wort: Rudolf Bohren” (Münster Uni. Diss., 1994).
- “말씀과 성령의 유희,” 신학연구 37 (1996), 311-334.
- “실천신학입문으로서의 신학적 미학(I), 기독교사상 464 (1997.8), 91-104.
- “실천신학입문으로서의 신학적 미학(II), 기독교사상 465 (1997.9), 83-97.
- “보렌의 설교론의 체계적 구조,” 말씀과 교회 (1996.11), 55-62.
- “경험적 인문과학과 보렌의 설교론의 관계(1): 수사학,” 말씀과 교회 (1997.2), 70-79.
- “경험적 인문과학과 보렌의 설교론의 관계(2): 사이버네틱스,” 말씀과 교회 (1997.3), 53-59.
- “경험적 인문과학과 보렌의 설교론의 관계(3): 심리학, 사회학,” 말씀과 교회 (1997.5), 55-63.
- “의사소통학과 설교학의 관계: 보렌의 이론을 중심으로,” 김달수 교수 회갑 기념 논문집, 『지구화 시대의 한국신학』 (서울: 도서출판 한빛, 1997), 635-655.
- “보렌의 설교학적 입지점,” 신학사상 101(1998, 여름), 218-249.
- “루돌프 보렌의 설교론에 대한 성령론적 분석,” 한국기독교신학논총 15 (1998.10), 286-336.
- “보렌의 설교론에 나타난 설교제도비판과 그 대안,” 박근원 교수 정년 퇴임 기념 문집, 『한국교회와 신학실천』 (서울: 대한기독교서회, 1999.2), 263-282.
- “당신은 그들을 우리와 같게 하였나이다,” 황성규 교수 정년 퇴임 기념 문집, 『하나님 나라 그 해석과 실천』 (천안: 한국신학연구소, 2000), 593-608.
- “루돌프 보렌(R. Bohren)의 설교이해에 대한 한 소고,” 말씀과 교회 43 (2007/2), 115-132.
- “예수님의 예배이해와 예배관련 하나님의 이름 언명들에 대한 고찰,” 말씀과 교회 46 2008/2), 235-262.
- “창세기에 나타난 이스라엘 야훼종교의 예배행위 단서들에 대한 일고,” 신학논단 53 (2008. 9), 219-251.
- “전통과 현실사이에서 변화를 요구받고 있는 설교,” 기장신학연구소편, 2009 목회연구 목회자 심포지엄 자료집, 2009. 1월
- “창조 이후 족장시대까지의 예배행위 단서들에 대한 예배학적 고찰,” 기장신학연구소편, 2009 목회연구 목회자 심포지엄 자료집 2009. 1월
- “모세시대 이스라엘 언약공동체의 성막예배에 대한 예배학적 고찰,” 기장신학연구소편, 2009 목회연구 목회자 심포지엄 자료집 2009. 1월
- “루돌프 보렌(R. Bohren)의 설교론과 현대문학의 관계,” 신학연구 55 (2009.12), 181-216.
- “설교학적 주제로서의 오이쿠메네: 루돌프 보렌(R. Bohren)의 설교론을 중심으로,” 신학사상 149 (2010 여름), 243-279.
- “시내산 사건(출19-24장)에 나타난 예배이해와 현대적 적용,” 신학논단 62 (2010.12), 205-238.
- “루돌프 보렌(R. Bohren)의 설교론의 문학적 형태와 언어,” 신학연구 57 (2010.12), 94-131.
- “말씀의 부활축제로서의 묵상: 루돌프 보렌(R. Bohren)의 설교묵상이해에 대한 분석적 고찰,” 신학사상 156 (2012 봄), 213-248.
- “제1청중과 제2본문: 루돌프 보렌(Rudolf Bohren)의 설교청중이해에 대한 비교분석적 고찰,” 신학사상 159 (2012 겨울), 249-285.
- “하나님의 이름대언과 기도로서의 설교,” 신학사상 164 (2014 봄), 229-272.
- 하나님의 이름언설의 원천으로서 성서본문: 루돌프 보렌(R. Bohren)의 설교론을 중심으로,” 신학논단 81 (2015.9), 361-391.
- “기억·상기·회상으로서의 설교: 루돌프 보렌(R. Bohren)에게서 말씀의 과거시제,” 「신학사상」 172 (2016 봄), 134-172.
- “약속으로서의 설교: 루돌프 보렌(R. Bohren)에게서 말씀의 미래시제,” 「신학사상」 176 (2017/봄), 245-282.
- “예수 그리스도의 현존을 공표(公表)하는 사역으로서의 설교: 루돌프 보렌(R. Bohren)의 설교론에서 말씀의 현재시제,” 「신학논단」 92 (2018/6월), 321-356.
- “기독교예배의 구성요소로서의 기도에 대한 언어적, 의사소통적 접근: 독일 개신교교회를 중심으로,” 「신학논단」 97 (2019/9월), 215-250.
- “왜 이름 신학인가?: ‘통전적 신학으로서의 이름 신학’의 정립을 위하여.” 예명 대학원대학교 편집. 「제13회 예명 대학원대학교 콜로키움 자료집」 (서울: 예명 대학원대학교, 2020), 1-108.
- “문자와 영의 일치 모색에서 하나님의 이름 관련 의제들에 대한 논의: 루돌프 보렌(Rudolf Bohren)의 설교학의 관점에서,” 「신학연구」 77 (2020. 12), 205-233.
- “내용과 형식의 일치에 관한 논의: 루돌프 보렌(Rudolf Bohren)의 이름신학적 설교학의 관점에서,” 「신학논단」 105 (2021), 85-123.
- “‘사람, 또는 사물 위에 그 이름을 부르기’: 신·구약 성서에 나오는 한 이름-어법에 관한 연구,” 예명 대학원대학교 편. 「제15회 예명 대학원대학교 콜로키움 자료집」 (서울: 예명 대학원대학교, 2021), 4-75.
- “구약성서에서 관용구 ‘카라 베쉠 야웨’(qārā’ bᵉšēm JHWH)의 어휘조합과 그 의미범주,” 예명 대학원대학교 편. 「제17회 예명 대학원대학교 콜로키움 자료집」 (서울: 예명 대학원대학교, 2022), 59-235.
- “야웨와 이스라엘 백성 사이의 소유관계 표시로서 기능하는 이름 관련 관용구,” 「신학연구」 80 (2022), 103-141.
- “예루살렘 회의에서 이름-개념과 이방인 구원 모티프의 지평 융합: 행 15:14, 17을 중심으로,” 「신학연구」 81 (2022), 89-128.
- “관용구 ‘카라 베쉠 야웨’(qārā’ bᵉšēm JHWH, “야웨의 이름을 부르기”)에 관한 언어적 연구,” ｢신학연구｣ 83 (2023), 91-123.
- “예수의 이름을 위하여 받는 고난: 신약성서를 중심으로,” 예명대학원대학교 편. 「제19회 예명대학원대학교 콜로키움 자료집」 (서울: 예명대학원대학교, 2023), 4-153.
- “사도행전에서 ‘예수의 이름’과 고난의 상관관계 연구,” 「신학논단」 115 (2024), 279-314.
- “구원의 이름으로서 ‘예수의 이름’: 사도행전 2:17-21과 MT/LXX 요엘 3:1-5의 비교를 통해서,” 예명대학원대학교 편. 「제20회 예명대학원대학교 콜로키움 자료집」(서울: 예명대학원대학교, 2024), 111-199.
- “공관복음에서 ‘예수의 이름’과 고난의 상관관계 연구,” 「신학연구」 84 (2024), 37-70.
- “신약성서에서 ὄνομα(오노마, “이름”) 개념 연구: 하나님 나라를 이루어가는 하이브리드(hybrid) 공간으로서의 ‘예수의 이름’,” 예명대학원대학교 편, 「제21회 예명대학원대학교 콜로키움 자료집」 (서울: 예명대학원대학교, 2024), 33-135.
- “누가-행전의 ‘예수의 이름으로 말한다’라는 어구에 관한 연구: 그 용례, 배경 그리고 의미론적 기능을 중심으로,” 예명대학원대학교 편. 「제22회 예명대학원대학교 콜로키움 자료집」(서울: 예명대학원대학교, 2025), 293-340.

## 같이 보기
- 프리데만 메르켈
- 루돌프 보렌
- 대한민국의 신학자 목록
- 예명대학원대학교
- 강응섭